# Clypeococcum epicrassum
Clypeococcum epicrassum är en lavart som först beskrevs av Henri Jacques François Olivier, och fick sitt nu gällande namn av Père Navarro-Rosinés och Roux. Clypeococcum epicrassum ingår i släktet Clypeococcum, och familjen Dacampiaceae. Arten är reproducerande i Sverige.